# ثورة بني شقران
ثورة بني شقران هي انتفاضة لقبائل أهمها قبيلة بني شقران تقع في اساسا في منطقة بلدية الفراقيق بولاية معسكر اين تقع سلسلة جبال بني شقران بالجزائر اثناء الإستعمار الفرنسي للجزائر اندلعت في 1914 كرد فعل ضد قانون التجنيد الإجباري الدي اعتمدته السلطات المحتلة

## أسباب
كان السبب المباشر لهذه الانتفاضة هو صدور قانون التجنيد الإجباري للجزائريين قي 03 فبراير 1912 وتطبيقه بشكل واسع سنة 1914 الذي رفض من قبل سكان بني شقران (أولاد شيخ) بلدية الفراقيق حاليا.
إن اندلاع الحرب العالمية الأولى ودخول فرنسا في حرب ضد ألمانيا وحاجتها لحشد المزيد من الجنود جعلها تطبق القانون على كامل مستعمراتها جبريا على كل من رفض بشتى الطرق
ولإجبار الشباب الجزائري علي الرضوخ لأوامر التجنيد لجأت السلطات الاستعمارية في الجزائر إلي إلقاء القبض علي شيوخ القرى مما أدى إلي انفجار الوضع في قبيلة بني شقران لتشمل المنطقة كلها ويزيد
وعلي الرغم من حشد فرنسا لقوات عسكرية كبيرة فإن السكان أستمرو في رفض تسليم ابنائهم وعمت الفوضى والاشتباكات في مدينة المحمدية في شهر أكتوبر 1914 هاجم الجزائريون المعمرين وقتلو من قتلو
وتمت محاصرة منطقة بني شقران من 05 إلي 20 أكتوبر واخرقت خلالها عدة قري وشرد سكانها وانتهت هذه الانتفاضة بعد قمع واضطهاد دام عدة أسابيع

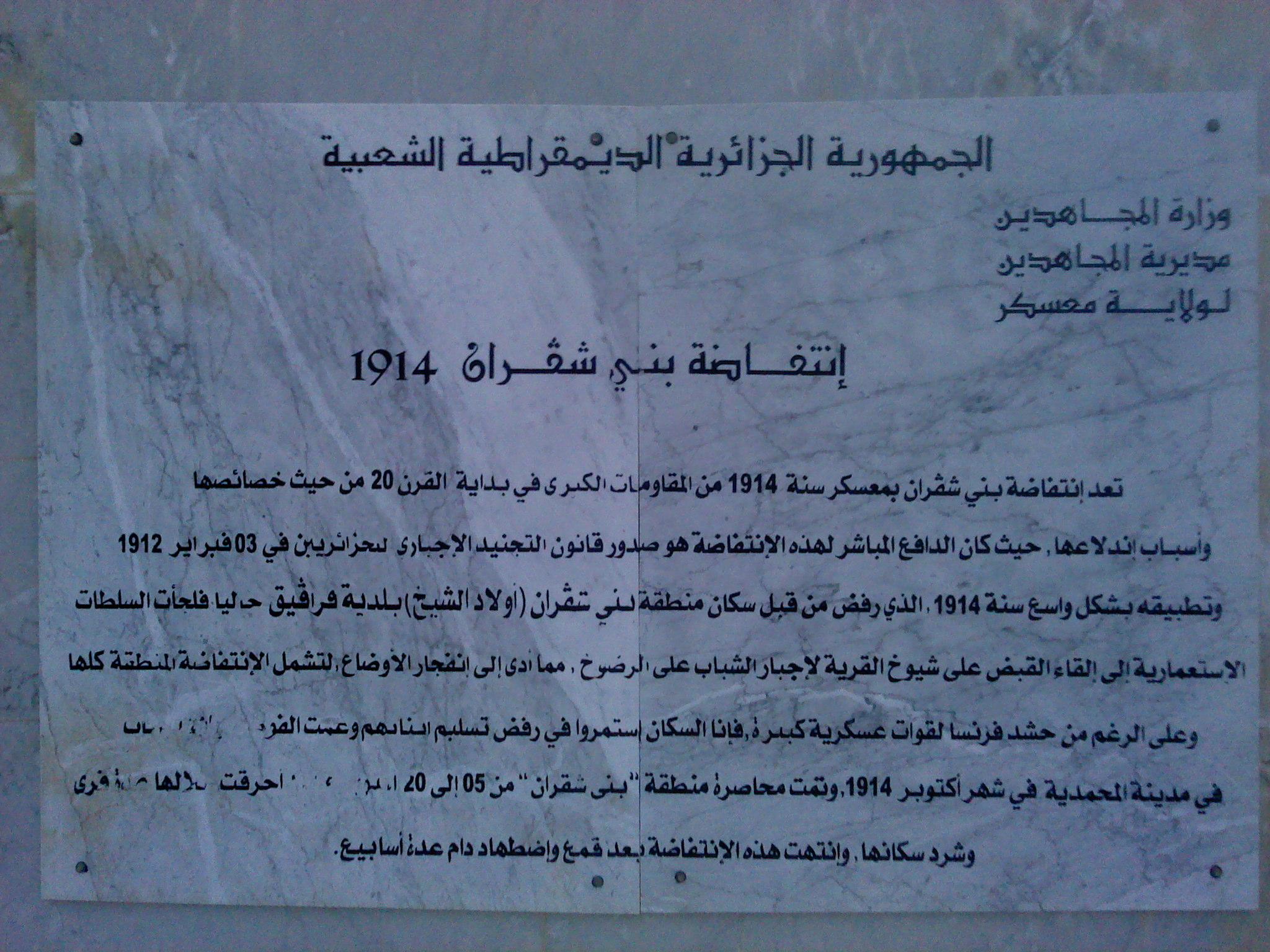
لوحة تعرفية بمقام انتفاضة بني شقران (اولاد شيخ) بالفراقيق

## نهاية الثورة
بعد ما قامت فرنسا بالقضاء على الثورة بالقمع المسلح باشرت بالمحاكمات الغير عادلة وقامت بترحيل عشرات الجزائريين إلى سجن غويانا الفرنسية
في أمريكا الجنوبية  معلنتا نهاية الثورة في أواخر 1914

## مراجع

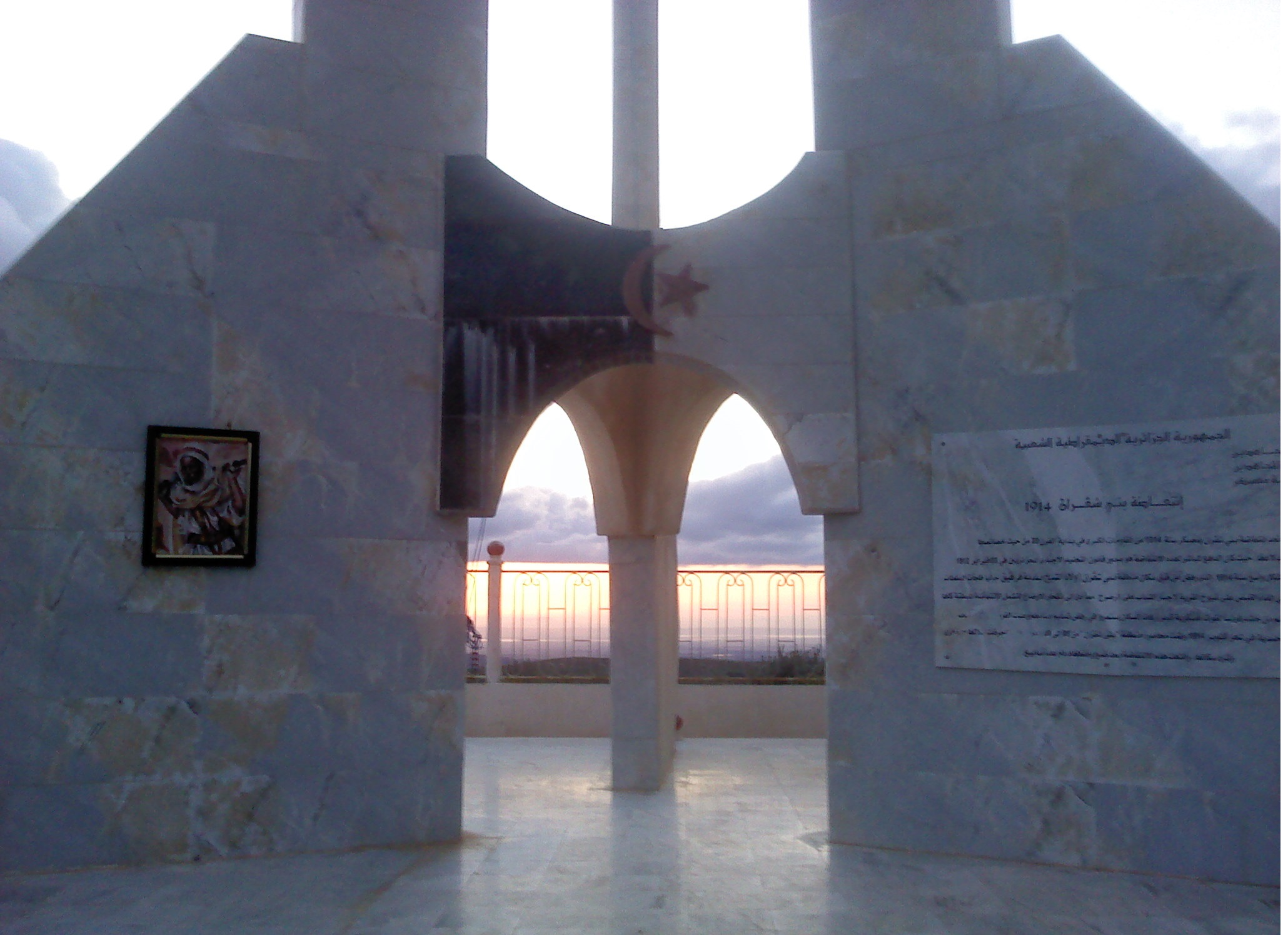
مقام انتفاضة بني شقران 1914

## وصلات خارجية
- مقاومة بني شقران النسخة الفرنسية حسب الفرنسيين  نسخة محفوظة 11 مارس 2019 على موقع واي باك مشين.